# Przygody Piotrków
Przygody Piotrków (ang. The Adventures of Pete & Pete, 1993–1996) – amerykański serial komediowy dla młodzieży stworzony przez Willa McRoba i Chrisa Viscardiego. Wyprodukowany przez Wellsville Productions.
Światowa premiera serialu miała miejsce 28 listopada 1993 roku na amerykańskim Nickelodeon. Ostatni odcinek został wyemitowany 28 grudnia 1996 roku. W Polsce serial nadawany był od 9 września 1995 na kanale TVP3.

## Obsada
- Mike Maronna jako Duży Pete Wrigley
- Danny Tamberelli jako Mały Pete Wrigley
- Judy Grafe jako Joyce Wrigley
- Hardy Rawls jako Don Wrigley
- Alison Fanelli jako Ellen Josephine Hickle
- Toby Huss jako Artie
- Dave Martel jako Theodore "Teddy" L. Forzman
- Rick Barbarette jako Bill Korn
- Michelle Trachtenberg jako Nona F. Mecklenberg
- Heather Matarazzo jako Natasha
- Maris Hudson jako Monica Perling
- Justin Restivo jako Wayne Pardue

i inni